# Lindsey Buckingham

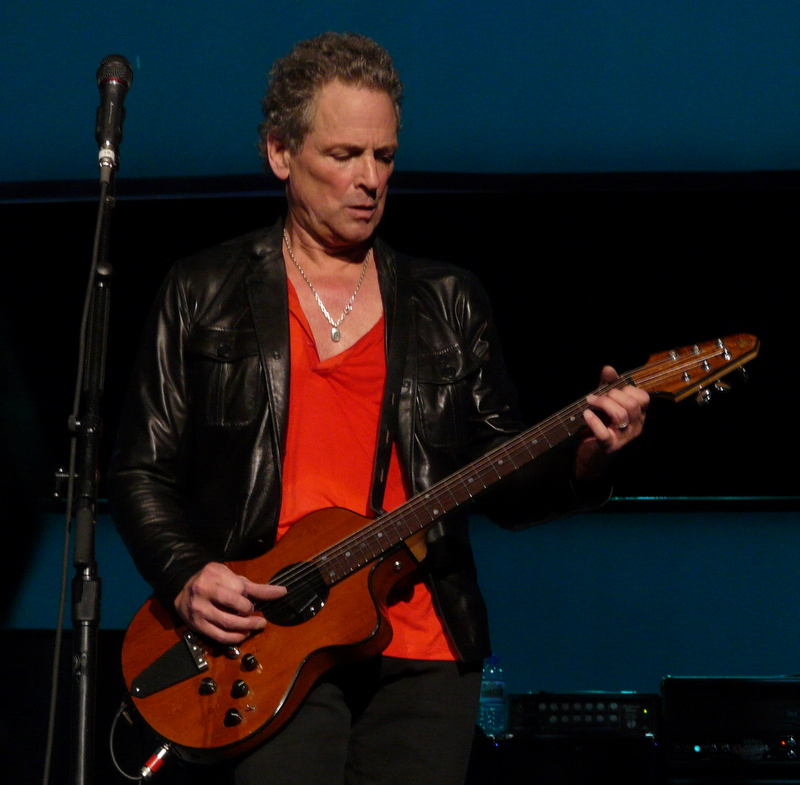
Lindsey Buckingham, 2009

Lindsey Adams Buckingham (* 3. Oktober 1949 in Palo Alto, Kalifornien) ist ein US-amerikanischer Rockmusiker und Komponist. Bekannt wurde er zusammen mit Stevie Nicks vor allem durch ihre gemeinsame Zeit bei Fleetwood Mac.

## Leben
Buckingham wuchs in einer sportbegeisterten Familie in Nordkalifornien auf, sein Bruder ist der ehemalige Olympiateilnehmer und Weltrekordhalter im Schwimmen Greg Buckingham (1945–1990). In seiner Schulzeit spielte er Wasserball, brach jedoch eine aussichtsreiche Sportkarriere ab, um Musiker zu werden.
Seine Karriere als Rockmusiker begann er in der Acid-Rock-Band Fritz, die dreieinhalb Jahre existierte, in Nordkalifornien eine lokale Anhängerschaft sammelte sowie Fans in Birmingham, Alabama, hatte. Bei Fritz sang als einzige Frau der Band Buckinghams spätere Freundin Stevie Nicks.
Die Band brach auseinander, und nach einem Abschlusskonzert in Birmingham schlossen sich Buckingham und Nicks als Duo unter dem Namen Buckingham Nicks zusammen. Sie veröffentlichten 1973 eine gleichnamige LP, die erfolglos blieb, worauf sich ihre Plattenfirma Polydor noch während der Arbeit an einem zweiten Album von ihnen trennte. Sie spielten weiterhin Live-Auftritte, mussten aber ihren Lebensunterhalt anderweitig verdienen, bis im Jahre 1975 ein Toningenieur ein Demoband von ihnen Mick Fleetwood vorlegte, einem der Gründer von Fleetwood Mac.
Buckingham und Stevie Nicks traten unmittelbar darauf der Band bei, doch endete ihre seit 1966 existierende Beziehung im Folgejahr (1976). Mit Buckingham als Komponist und Arrangeur wurde Fleetwood Mac zu einer der weltweit erfolgreichsten Bands der 1970er Jahre. Er brachte einen musikalischen Einfluss aus Kalifornien in ihre Musik ein, wobei er Brian Wilson als seine Inspirationsquelle nennt. Buckingham hatte maßgeblichen Anteil am Erfolg der Alben Fleetwood Mac (1975), Rumours (1977), Tusk (1979), Mirage (1982) sowie am 1987 erschienenen Album Tango in the Night.

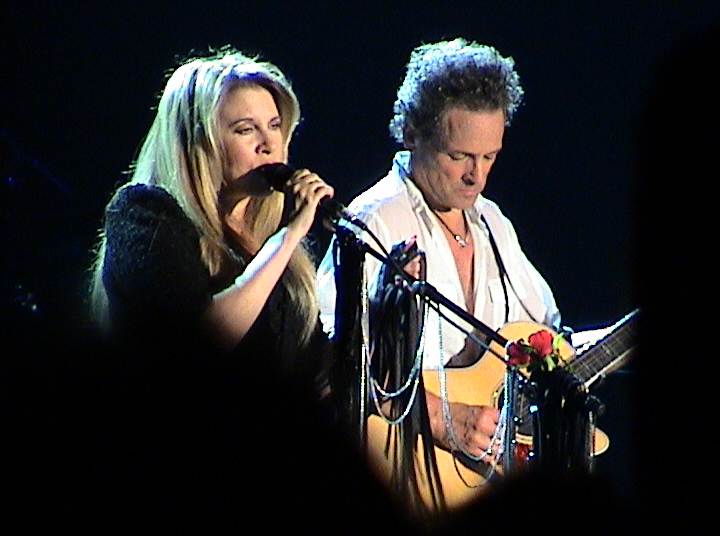
Lindsey Buckingham (r.) und Stevie Nicks, 2003

Im Herbst 1981 veröffentlichte Lindsey Buckingham das Soloalbum Law and Order. Die Vorabsingle Trouble platzierte sich unter den Top 10 der US-Charts und auch in den deutschen Singlecharts (Platz 39). Weniger erfolgreich war sein Soloalbum Go Insane (1984).
Ende 1987 verließ er Fleetwood Mac nach deren Album Tango in the Night, um sich auf seine Soloprojekte zu konzentrieren, die allerdings nie so erfolgreich waren wie die Fleetwood-Mac-Alben. Anschließend folgte 1992 sein drittes Soloalbum Out of the Cradle mit den Singles Countdown (DE Platz 66) und ein Jahr später Soul Drifter (DE Platz 53).
Ab 2003 existierte Fleetwood Mac wieder in der Besetzung der späten 1970er Jahre, seit 2014 auch wieder mit Christine McVie. 2003 erschien das Album Say You Will. Von Lindsey Buckingham stammte unter anderem die erste Single-Auskopplung mit dem Titel Peacekeeper, die er ursprünglich auf einem Soloalbum veröffentlichen wollte.
Zwischen 2003 und 2006 arbeitete Buckingham an einem neuen Akustikgitarren-Album, das unter dem Titel Under the Skin im September 2006 erschienen ist. Auf dem Soundtrack des Films Elizabethtown war 2005 bereits ein neues Akustikstück Buckinghams namens Shut Us Down veröffentlicht worden. Im September 2008 erschien sein fünftes Album mit dem Titel Gift of Screws, im September 2011 folgte Seeds We Sow.
2017 erschien das Album Lindsey Buckingham Christine McVie, ein Feature mit der Fleetwood-Mac-Kollegin Christine McVie.
Im April 2018 trennte sich Fleetwood Mac nach bandinternen Konflikten über Tourpläne von Lindsey Buckingham.

## Privates
Seit Februar 2000 ist er mit Kristen Messner verheiratet; das Paar hat drei Kinder; es lebt getrennt.

## Weiteres
Der Song Time Bomb Town ist im ersten Teil der Film-Trilogie Zurück in die Zukunft zu hören.
Sein Song Holiday Road ist ein Leitmotiv im Film National Lampoon’s Vacation (deutsche Fassung: Die schrillen Vier auf Achse) mit Chevy Chase und Beverly D’Angelo von 1983.
1987 war Buckingham auch als Produzent der Band The Dream Academy tätig.
Lindsey Buckingham wurde vom Rolling Stone als der „große Visionär der Rockmusik“ betitelt. Charakteristisch ist sein einmaliger, differenzierter Fingerpicking-Stil und das Spielen ohne Plektrum. Buckinghams Virtuosität und Können weisen ihn auch als erstklassigen Arrangeur, Komponisten und Produzenten aus. Der Rolling Stone listete ihn 2020 auf Rang 100 der 100 größten Gitarristen aller Zeiten.

## Diskografie

### Studioalben
| Jahr | Titel Musiklabel Katalog-Nr.                         | Höchstplatzierung, Gesamtwochen, AuszeichnungChartplatzierungen (Jahr, Titel, Musiklabel Katalog-Nr., Platzierungen, Wochen, Auszeichnungen, Anmerkungen) | Höchstplatzierung, Gesamtwochen, AuszeichnungChartplatzierungen (Jahr, Titel, Musiklabel Katalog-Nr., Platzierungen, Wochen, Auszeichnungen, Anmerkungen) | Höchstplatzierung, Gesamtwochen, AuszeichnungChartplatzierungen (Jahr, Titel, Musiklabel Katalog-Nr., Platzierungen, Wochen, Auszeichnungen, Anmerkungen) | Höchstplatzierung, Gesamtwochen, AuszeichnungChartplatzierungen (Jahr, Titel, Musiklabel Katalog-Nr., Platzierungen, Wochen, Auszeichnungen, Anmerkungen) | Höchstplatzierung, Gesamtwochen, AuszeichnungChartplatzierungen (Jahr, Titel, Musiklabel Katalog-Nr., Platzierungen, Wochen, Auszeichnungen, Anmerkungen) | Anmerkungen |
| Jahr | Titel Musiklabel Katalog-Nr.                         | DE | AT | CH | UK | US | Anmerkungen |
| ---- | ---------------------------------------------------- | --- | --- | --- | --- | --- | --- |
| 1981 | Law and Order Elektra 561                            | — | — | — | — | US32 (24 Wo.)US | Erstveröffentlichung: 3. Oktober 1981 Produzenten: Lindsey Buckingham, Richard Dashut                                 |
| 1984 | Go Insane Elektra 60363                              | — | — | — | — | US45 (16 Wo.)US | Erstveröffentlichung: 3. Juli 1984 Produzenten: Lindsey Buckingham, Gordon Fordyce                                    |
| 1992 | Out of the Cradle Reprise 26182                      | — | — | — | UK51 (1 Wo.)UK | US128 (9 Wo.)US | Erstveröffentlichung: 16. Juni 1992 Produzenten: Lindsey Buckingham, Richard Dashut                                   |
| 2006 | Under the Skin Reprise 44359                         | — | — | — | — | US80 (2 Wo.)US | Erstveröffentlichung: 3. Oktober 2006 Produzenten: Lindsey Buckingham, Rob Cavallo                                    |
| 2008 | Gift of Screws Reprise 512970                        | — | — | — | UK59 (1 Wo.)UK | US48 (2 Wo.)US | Erstveröffentlichung: 15. September 2008 Produzenten: Lindsey Buckingham, Rob Cavallo                                 |
| 2011 | Seeds We Sow Mind Kit 0001                           | — | — | — | UK82 (1 Wo.)UK | US45 (2 Wo.)US | Erstveröffentlichung: 6. September 2011 Produzent: Lindsey Buckingham                                                 |
| 2017 | Lindsey Buckingham / Christine McVie Atlantic 560943 | DE27 (4 Wo.)DE | AT75 (1 Wo.)AT | CH29 (1 Wo.)CH | UK5 Silber · (4 Wo.)UK | US17 (3 Wo.)US | Erstveröffentlichung: 9. Juni 2017; mit Christine McVie Produzenten: Lindsey Buckingham, Mitchell Froom, Mark Needham |
| 2021 | Lindsey Buckingham Reprise 643345                    | DE37 (1 Wo.)DE | — | CH60 (1 Wo.)CH | UK25 (1 Wo.)UK | — | Erstveröffentlichung: 17. September 2021 Produzent: Lindsey Buckingham                                                |

grau schraffiert: keine Chartdaten aus diesem Jahr verfügbar
Weitere Studioalben
- 1973: Buckingham Nicks (als Buckingham Nicks, mit Stevie Nicks; Polydor 5058)

### Livealben
| Jahr | Titel Musiklabel                          | Höchstplatzierung, Gesamtwochen, AuszeichnungChartplatzierungen (Jahr, Titel, Musiklabel, Platzierungen, Wochen, Auszeichnungen, Anmerkungen) | Höchstplatzierung, Gesamtwochen, AuszeichnungChartplatzierungen (Jahr, Titel, Musiklabel, Platzierungen, Wochen, Auszeichnungen, Anmerkungen) | Höchstplatzierung, Gesamtwochen, AuszeichnungChartplatzierungen (Jahr, Titel, Musiklabel, Platzierungen, Wochen, Auszeichnungen, Anmerkungen) | Höchstplatzierung, Gesamtwochen, AuszeichnungChartplatzierungen (Jahr, Titel, Musiklabel, Platzierungen, Wochen, Auszeichnungen, Anmerkungen) | Höchstplatzierung, Gesamtwochen, AuszeichnungChartplatzierungen (Jahr, Titel, Musiklabel, Platzierungen, Wochen, Auszeichnungen, Anmerkungen) | Anmerkungen                                                                      |
| Jahr | Titel Musiklabel                          | DE | AT | CH | UK | US | Anmerkungen                                                                      |
| ---- | ----------------------------------------- | --- | --- | --- | --- | --- | -------------------------------------------------------------------------------- |
| 2008 | Live at the Bass Performance Hall Reprise | — | — | — | — | US186 (1 Wo.)US | Erstveröffentlichung: 25. März 2008 Produzenten: Lindsey Buckingham, Rob Cavallo |

Weitere Livealben
- 2011: Songs from the Small Machine: Live in L. A. (Mind Kit 2391)
- 2012: One Man Show (13 Files, nur Download)

### Kompilationen
| Jahr | Titel Musiklabel                                        | Höchstplatzierung, Gesamtwochen, AuszeichnungChartplatzierungen (Jahr, Titel, Musiklabel, Platzierungen, Wochen, Auszeichnungen, Anmerkungen) | Höchstplatzierung, Gesamtwochen, AuszeichnungChartplatzierungen (Jahr, Titel, Musiklabel, Platzierungen, Wochen, Auszeichnungen, Anmerkungen) | Höchstplatzierung, Gesamtwochen, AuszeichnungChartplatzierungen (Jahr, Titel, Musiklabel, Platzierungen, Wochen, Auszeichnungen, Anmerkungen) | Höchstplatzierung, Gesamtwochen, AuszeichnungChartplatzierungen (Jahr, Titel, Musiklabel, Platzierungen, Wochen, Auszeichnungen, Anmerkungen) | Höchstplatzierung, Gesamtwochen, AuszeichnungChartplatzierungen (Jahr, Titel, Musiklabel, Platzierungen, Wochen, Auszeichnungen, Anmerkungen) | Anmerkungen                           |
| Jahr | Titel Musiklabel                                        | DE | AT | CH | UK | US | Anmerkungen                           |
| ---- | ------------------------------------------------------- | --- | --- | --- | --- | --- | ------------------------------------- |
| 2018 | Solo Anthology: The Best of Lindsey Buckingham Atlantic | — | — | — | UK78 (1 Wo.)UK | US53 (1 Wo.)US | Erstveröffentlichung: 5. Oktober 2018 |

### Sonstige Alben
- 1976: Innerview (Series #19 Show #1) (Interview-Album)
- 1992: Words and Music: A Retrospective (Promo-Kompilation; Reprise 5482)

### Alben mit Fleetwood Mac
- 1975: Fleetwood Mac
- 1977: Rumours
- 1979: Tusk
- 1982: Mirage
- 1987: Tango in the Night
- 1997: The Dance (Livealbum)
- 2003: Say You Will

### Singles
| Jahr | Titel Album                                    | Höchstplatzierung, Gesamtwochen, AuszeichnungChartplatzierungen (Jahr, Titel, Album, Platzierungen, Wochen, Auszeichnungen, Anmerkungen) | Höchstplatzierung, Gesamtwochen, AuszeichnungChartplatzierungen (Jahr, Titel, Album, Platzierungen, Wochen, Auszeichnungen, Anmerkungen) | Höchstplatzierung, Gesamtwochen, AuszeichnungChartplatzierungen (Jahr, Titel, Album, Platzierungen, Wochen, Auszeichnungen, Anmerkungen) | Höchstplatzierung, Gesamtwochen, AuszeichnungChartplatzierungen (Jahr, Titel, Album, Platzierungen, Wochen, Auszeichnungen, Anmerkungen) | Höchstplatzierung, Gesamtwochen, AuszeichnungChartplatzierungen (Jahr, Titel, Album, Platzierungen, Wochen, Auszeichnungen, Anmerkungen) | Anmerkungen |
| Jahr | Titel Album                                    | DE | AT | CH | UK | US | Anmerkungen |
| ---- | ---------------------------------------------- | --- | --- | --- | --- | --- | --- |
| 1981 | Trouble Law and Order                          | DE39 (11 Wo.)DE | AT16 (4 Wo.)AT | — | UK31 (7 Wo.)UK | US9 (19 Wo.)US | Erstveröffentlichung: Oktober 1981 Autor: Lindsey Buckingham                                                    |
| 1983 | Holiday Road National Lampoon’s Vacation (OST) | — | — | — | — | US82 (5 Wo.)US | Erstveröffentlichung: Juli 1983 vom Soundtrack des Films Die schrillen Vier auf Achse Autor: Lindsey Buckingham |
| 1984 | Go Insane                                      | — | — | — | — | US23 (16 Wo.)US | Erstveröffentlichung: Juli 1984 Autor: Lindsey Buckingham                                                       |
| 1992 | Countdown Out of the Cradle                    | DE66 (8 Wo.)DE | — | — | — | — | Erstveröffentlichung: August 1992 Autor: Lindsey Buckingham                                                     |
| 1993 | Soul Drifter Out of the Cradle                 | DE53 (10 Wo.)DE | — | — | — | — | Erstveröffentlichung: Dezember 1992 Autor: Lindsey Buckingham                                                   |

Weitere Singles
- 1982: It Was I
- 1982: The Visitor (Bwana)
- 1982: Mary Lee Jones
- 1983: Dancin’ Across the U. S. A.
- 1984: Slow Dancing
- 1992: Wrong
- 1993: Don’t Look Down
- 1996: Twisted (mit Stevie Nicks)
- 2008: Did You Miss Me
- 2008: Gift of Screws EP (5 Files)
- 2008: Love Runs Deeper
- 2011: In Our Own Time
- 2011: When She Comes Down
- 2011: That’s the Way That Love Goes
- 2011: Illumination
- 2011: End of Time